# Eugene Porter
Eugene Porter es un personaje ficticio del libro de historietas The Walking Dead y es interpretado por Josh McDermitt a partir de la cuarta temporada de la serie de televisión del mismo nombre. En ambos medios, afirma ser un científico que conoce la cura para la plaga de zombis y está siendo acompañado a Washington D. C. por el sargento. Abraham Ford y Rosita Espinosa, y se encuentran con Rick Grimes y su grupo y los reclutan para ayudarlos en su misión. Eugene tiene sobrepeso, no posee virtualmente ninguna habilidad de supervivencia y es extremadamente dependiente del grupo, pero es muy inteligente e ingenioso en el uso de la tecnología para asegurar la supervivencia del grupo. Finalmente, se revela que Eugene no es un científico, sino un profesor de ciencias de Educación secundaria, y que no sabe cómo curar el virus, sino que mintió para manipular a los otros sobrevivientes para que lo lleven a Washington D. C. creyéndolo. Ya que el pronóstico que en Washington es la mejor oportunidad para vivir. Esto se demuestra cuando el grupo finalmente encuentra la Zona Segura de Alexandría, donde Eugene se convierte en su ingeniero principal. Aunque su mentira pone una tensión en su amistad, Abraham eventualmente lo perdona y ellos continúan siendo amigos.

## Fondo del personaje
En los cómics, Eugene es un maestro de ciencias de escuela secundaria con sobrepeso antes del apocalipsis. Después del apocalipsis, utiliza su inteligencia para pretender ser un científico con el fin de obtener la protección de los demás.[cita requerida] No tiene habilidades de supervivencia propias. Su contraparte de televisión también afirmó ser un científico antes de revelar su engaño. Rara vez muestra emociones, tiene un vasto conocimiento de temas a través de la lectura, es un ávido lector y habla de una manera clínica y pedante. Él luce un salmonete, del cual está orgulloso. Es algo así como un voyerista, que disfruta ver a otros cuando se divierten. Eugene revela ser ateo.[cita requerida]

## Apariciones

### Cómic
Eugene aparece por primera vez en la granja de Hershel, que ahora está ocupada por los sobrevivientes de la prisión. Planeta: problema Eugene afirma saber qué causó la plaga, pero no divulgará ninguna información con los sobrevivientes restantes, incluidos Abraham y Rosita. Él dice que solo compartirá información con los funcionarios en Washington D. C., junto con la creencia de que Washington tiene un refugio potencialmente seguro, incita al resto de los sobrevivientes a dirigirse allí con la esperanza de sobrevivir a largo plazo, durante el viaje, Eugene estudia a varios zombis para conocerlos, pero cuida de vigilar al convoy para protegerse.
El engaño de Eugene se descubre después de la pelea con los cazadores caníbales. Todos se enteran de su verdadera carrera como profesor de ciencias, y de que está usando la radio como excusa para llegar a Washington D. C. Después de esto, el grupo lo odia, pero sigue siendo miembro y viaja con ellos a la Zona Segura de Alexandria. donde vive solo Después de que Rosita y Abraham se separasen, ella se muda con Eugene, donde él trata de crear una relación entre ellos. Eugene finalmente se da cuenta de que puede comenzar a fabricar balas en un taller de reparación cercano, donde Abraham muere cuando lo exploran solo momentos después de que lo compensen. Durante la guerra contra Negan, la tienda es invadida por caminantes y Eugene con su tripulación son capturados por Negan. Son torturados para obtener información, pero eventualmente escapan con la ayuda de Dwight, tomando una camioneta con varios alexandrinos y desertando de los Salvadores.
Después del salto de dos años, Eugene y Rosita tienen una relación tensa, trabajan en muchos proyectos en la zona y ahora es un miembro respetado de la comunidad. Resulta que Rosita está embarazada de otro hombre, pero Eugene jura criar al niño como si fuera suyo.

### Adaptación de TV

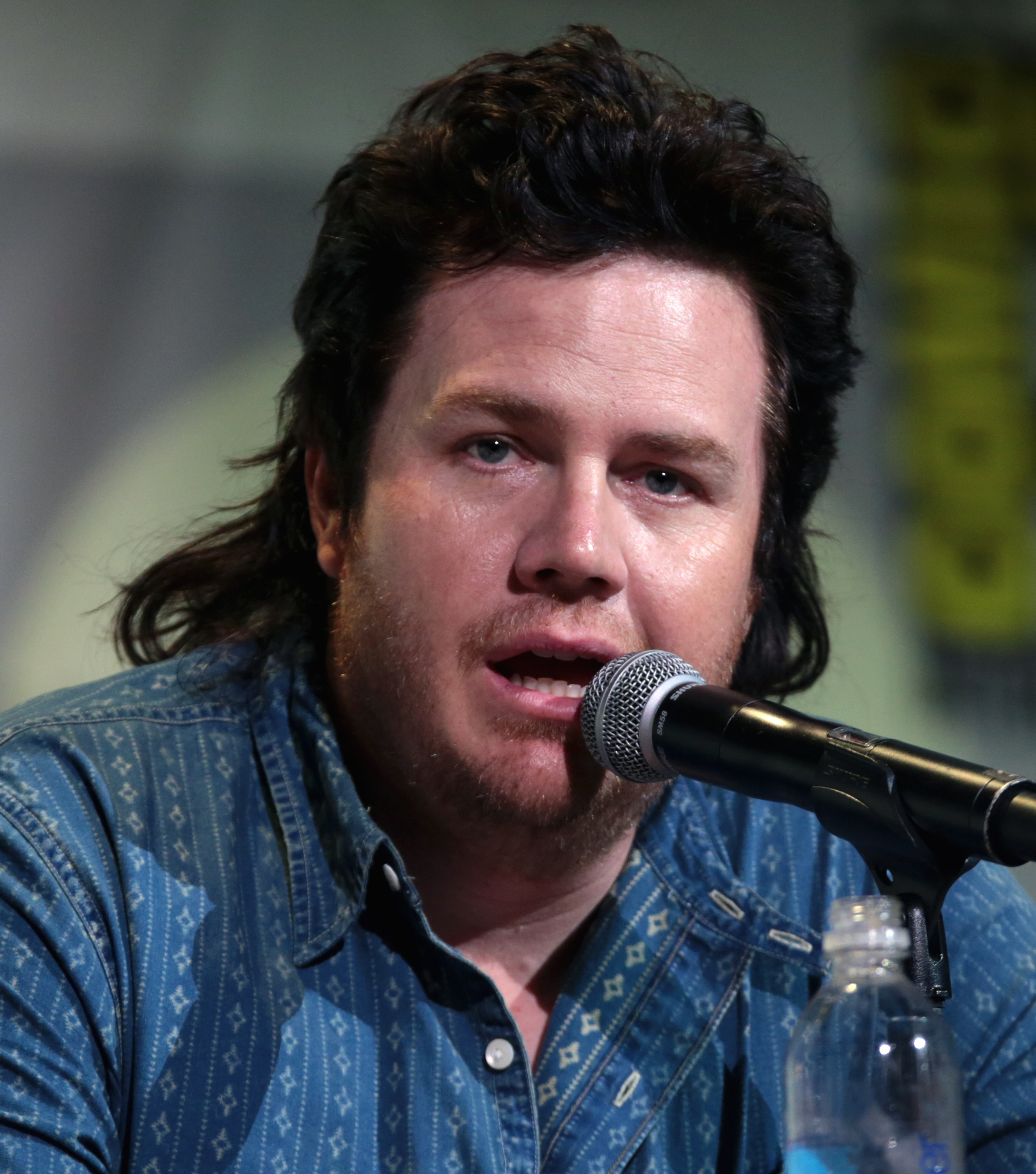
El actor Josh McDermitt fue elegido para interpretar a Eugene Porter desde la cuarta temporada.

#### Cuarta Temporada
En el episodio "Inmates", Abraham, Rosita, y Eugene conocen a los sobrevivientes Tara  y un inconsciente Glenn en la carretera mientras escapan de las ruinas de la prisión destruida. En el episodio "Claimed", Abraham revela a Glenn y Tara que Eugene es un científico con información clasificada de la pandemia y los medios para acabar con ella. Eugene les dijo a sus compañeros que había estado en contacto con funcionarios gubernamentales ubicados en Washington D. C., y les exige que lo acompañen allí. En el episodio "Us",Eugene convence a Abraham de ir a Terminus después de que Glenn se reúna con Maggie, Sasha, y Bob, citando que obtendrían nuevos reclutas y suministros.  En el final de temporada"A", cuando Rick, su hijo Carl, Michonne y Daryl están encerrados en un vagon de tren por los residentes de Terminus, se revela que Eugene y el resto han sido capturados y también están retenidos allí.

#### Quinta temporada
En el estreno de la temporada "No Sanctuary", se ve a un cautivo Eugene dentro del vagon de tren A en Terminus, más adelante el grupo logran escapar de Terminus y destruir gran parte de su refugio, pero mientras Eugene lo hacía tuvo que ser defendido por sus compañeros en repetidas oportunidades debido a su incapacidad para pelear contra los caminantes.
En el episodio "Strangers", Eugene y el grupo se dirigen a Washington D. C., Eugene y el grupo conocen al Padre Gabriel y se todos se refugían en la iglesia del sacerdote.  En el episodio "Four Walls and a Roof", el grupo finaliza la condfrontación con los sobrevivientes de Terminus, matando a todos ya que quisieron tomar represalias hacía ellos tratando de asesinarlos y comerselos. Al día siguiente, Tara, Glenn y Maggie parten con Abraham, Rosita y Eugene en un autobús, en dirección a Washington D. C. En el episodio "Self Help", cuando el autobús se estrella, el grupo decide continuar hacia el norte. Mientras estaban acampado en una biblioteca, Eugene le revela a Tara que saboteaba deliberadamente el autobús, temiendo su abandono si no logra abolir la epidemia, a la mañana siguiente, el grupo continúa viajando en un camión de bomberos, pero eventualmente se ven obligados a detenerse después de detectar una masiva horda de caminantes. Durante una discusión sobre cómo deberían proceder, Eugene revela que mintió sobre su conocimiento de una cura y fabricó la misión para convencer a otros de que lo ayuden para mantenerse con vida, pronosticando que Washington tiene potencial en seguridad. Abraham enfurecido lo golpea hasta dejarlo inconsciente. En el episodio "Crossed", Eugene está inconsciente como resultado de la golpiza de Abraham. En un momento, Maggie usa una escalera y una manta para proteger a Eugene del sol. En el final de mitad de temporada "Coda", Eugene se ve inconsciente en la parte trasera del camión de bomberos cuando Abraham, Rosita, Eugene, Tara, Glenn y Maggie regresan a la iglesia del Padre Gabriel y Michonne le informa a Maggie que Rick, Daryl, Sasha y Tyreese fueron a rescatar a Beth y Carol en el Hospital Grady Memorial, pero cuando llegan al lugar situado, el grupo termina condolido cuando espectan el cadáver de Beth.
En el episodio de estreno de mitad de temporada "What Happened and What's Going On" han trascurrido dos semanas después de la muerte de Beth y Eugene aparece cuando escucha que Rick explica de la comunidad del que hablaba Noah, pero el grupo resulta encontrar la muerte en otro miembro Tyreese quien es mordido por un caminante dentro de la comunidad de Noah que resulta ser otro lugar de muerte, al final se observa al grupo enterrando a Tyreese y Gabriel dando su discurso en su funeral.
En "Them" han trascurrido semanas después de las muertes de Beth y Tyreese y el grupo sigue rumbo a Washington sin combustible, con poca comida y municiones, Eugene está con el grupo en su larga caminata. Cuando "un amigo" les deja agua y los demás no quieren arriesgarse a que sea un veneno, Eugene intenta beber un poco, pero Abraham lo quita. Él ayuda a mantener cerradas las puertas del granero cuando los caminantes atacan. En el episodio "The Distance" Eugene observa mientras el grupo trata con Aaron, un supuesto reclutador de una comunidad que se hace llamar la zona segura de Alexandria, luego sale a vigilar el perímetro, el monta el RV en ambas piernas del viaje a Alexandría, jugando a las cartas en la mesa con los demás.
En el episodio "Remember", Eugene entra en Alexandria con el resto de su grupo. Se le puede ver viviendo en la casa con todos durante las primeras noches de su estadía en Alexandría. En el episodio "Spend", Glenn, Noah, Tara, Eugene, Aiden y Nicholas se dirigen a un almacén para recoger partes y reparar el sistema de energía solar de Alexandria. Eugene es reacio a ir, pero se necesita para identificar las partes que necesitan. Cuando el grupo entra, se encuentran con un soldado zombificado que lleva armadura y granadas, y Aiden le dispara, causando una explosión. Tara está gravemente herida, y los caminantes entran al almacén. Eugene saca a Tara del almacén salvandola de morir, durante este proceso Noah y Aiden mueren devorados por los caminantes por culpa de Nicholas, Eugene llega a la furgoneta y atrae a los caminantes que están afuera. Nicholas va a la camioneta y le dice a Eugene que deben irse inmediatamente. Cuando Eugene se niega, Nicholas lo saca de la camioneta y trata de irse sin él. Glenn llega y noquea a Nicholas.
 En el final de la temporada "Conquer", Abraham visita a Tara y habla con Eugene. Eugene le da crédito a Abraham por haberlos llevado a Alexandria, y se disculpa por haberle mentido acerca de Washington D. C.; Abraham también se disculpa por golpear a Eugene que casi lo lleva a la muerte.

#### Sexta temporada
En el estreno de la temporada, "First Time Again", Eugene está en la despensa de alimentos recolectando comida para sí mismo cuando escucha a un alexandrino, Carter, tratando de convencer al hijo de Deanna, Spencer, Tobin, Francine y Olivia para que lo ayuden a matar a Rick. y retire a Alexandria al grupo de Rick, ya que él cree que se están volviendo peligrosos y hambrientos de poder. Eugene deja caer de manera accidental un frasco de vidrio que alerta a Carter de su presencia. Carter se acerca a Eugene y dice que escuchó el plan antes de apuntar con su arma a Eugene. Eugene dice que no escuchó nada. Cuando Carter esta a punto de matarlo, es salvado cuando Rick, Michonne y el recién llegado Morgan Jones Rick lo golpea y lo desarma a Carter. En "JSS", Eugene y Tara se dirigen a la enfermería y conocen a la Dra. Denise Cloyd, que era psiquiatra. Ella había querido ayudar a Pete, el médico anterior a ella, pero él no quería su ayuda. Ahora, con la muerte de Pete, ella es la nueva doctora de la Zona Segura. Eugene no está seguro de ella, pero Denise afirma que puede hacerlo. Mientras tanto, durante el ataque de los Lobos, Aaron y Rosita traen malherida a Holly después de que ella fuera atacada. Eugene se queda con Denise y Tara. Cuando intentaban ayudar a Holly, Eugene no quiere que Denise sea una cobarde. Cuando Denise intenta realizar la cirugía, Holly muere. En "Now" Eugene es visto brevemente escuchando el discurso de Rick a los alexandrinos con respecto a la manada fuera de las paredes. En "Always Accountable" al final del episodio, se escucha la voz de Eugene pidiendo ayuda en la radio. En "Heads Up", se ve a Eugene asistiendo a la lección de Rosita sobre cómo usar un machete, pero parece muy distraído por el ruido de los caminantes que están afuera. Él admite que tiene miedo de morir; Rosita le dice que morir es fácil y que ver morir a amigos es mucho más difícil de soportar. En el final de mitad de temporada, "Start to Finish", Eugene es rescatado por Tara y Rosita de la manada de caminantes que invade Alexandría, segundos después de escuchar a Daryl en la radio y soltar un grito de ayuda. Los tres buscan refugio y quedan atrapados en un garaje cercano. Más tarde, Eugene usa sus habilidades de bloqueo para escapar de la habitación. Se tropiezan en la misma habitación donde Owen el lobo Líder mantiene cautiva a Denise, con Carol y Morgan inconscientes en el piso. Los obliga a entregar sus armas y Eugene observa mientras el Lobo sale de la casa, llevándose a Denise con él.
En el estreno de mitad de temporada "No Way Out", Eugene ayuda a matar a la manada de caminantes que invaden la comunidad, mostrando sus crecientes actos de valentía. En el episodio "The Next World" Eugene abre las puertas de Alexandria para Rick y Daryl cuando salen para una carrera de suministros. Le da a Daryl un mapa del área y discute las formas de rastrear el sorgo para mejorar drásticamente sus reservas de alimentos. En el episodio"Not Tomorrow Yet" Eugene asiste a la reunión en la iglesia sobre el plan de ataque a los Salvadores. Más tarde se lo ve poco después de que Rosita y Abraham se separan, parados en la puerta de su habitación mientras comen una de las galletas de remolacha y bellota de Carol y comentan la suave textura de la cocinera, antes de que Rosita le cierra la puerta en la cara. En el episodio "Twice as Far", Eugene ahora va a patrullar con Abraham. Él se llama a sí mismo un sobreviviente ahora. Eugene está furioso porque Abraham no le permite matar a un caminante y le dice a Abraham que ya no necesita su protección y que le ha dejado de ser útil. Abraham se va y le dice a Eugene que encuentre su propio camino a casa. Después de que Denise sea asesinada por Dwight, se revela que él y sus hombres han capturado a Eugene. Dwight exige que él, Daryl y Rosita los lleven de regreso a Alexandría y, si no lo hacen, los matará. Eugene ve a Abraham escondido detrás de barriles de petróleo cerca e insiste en que deberían matarlo primero. Dwight le ordena a uno de sus hombres que investigue, y mientras está distraído, Eugene se da vuelta y muerde su entrepierna. Abraham usa la distracción para matar a dos Salvadores, y Daryl y Rosita logran recuperar sus armas. Dwight logra liberarse de Eugene, quien es golpeado durante el tiroteo. Mientras Dwight y los Salvadores restantes huyen, Abraham, Rosita y Daryl llevan a Eugene de regreso a Alexandría. Abraham se reconcilia con un herido Eugene en casa. En el final de temporada "Last Day on Earth", Eugene acompaña al grupo de Rick para llevar a una Maggie enferma a la colonia Hilltop. Los Salvadores liderados por Simon atrapan al grupo y Negan aparece y les da un discurso a todos los miembros restantes que fueron capturados y procede en matar a uno de ellos después de un sorteo retorcido del juego, Eeny, meeny, miny, moe.

#### Séptima temporada
En el estreno de la temporada "The Day Will Come When You Won't Be", Eugene fue testigo de la muerte de Abraham después de que Negan lo eligió para ser golpeado con Lucille. Debido a que Daryl atacó a Negan cuando intimidaba a Rosita, Negan también mató a Glenn sin piedad como una "lección". Eugene más tarde recogió los restos de Abraham con Sasha y Rosita, después de que Negan y los Salvadores se fueran. En el episodio "Service" Eugene está junto a las puertas mientras Rosita y Spencer van y le piden que lo abra. Spencer pregunta si le gustaría ayudar, pero Eugene dice que no cree que esté dispuesto a hacerlo y que está reparando un sistema de audio portátil para cuando lleguen los Salvadores, parece preocupado cuando Negan aparece y exige que lo dejen entrar, más tarde él está presente durante la reunión en la iglesia para localizar las armas que faltan. Cuando nadie habla, mira alrededor y nota que algunas personas están ausentes de la reunión, esa noche, Rosita hace una visita a Eugene y le muestra una cubierta de casco vacío y le pide que le haga una bala. En "Swear" Eugene está de guardia cuando ve a Tara acercándose a Alexandria, él se encuentra con ella en la puerta y comienza a llorar, molesto porque Tara descubra que Denise, Glenn y Abraham fueron asesinados por los salvadores. En el episodio "Sing Me a Song", Eugene hace una bala de una carcasa usada, después de que Rosita lo regañe por ser un cobarde. En el final de mitad de temporada "Hearts Still Beating", cuando Negan y su gente visitan la Zona Segura de Alexandria, mientras Rick y muchos otros no están allí debido a que se van a recoger suministros, Negan mata a Spencer después de que tratase de convencer a Negan para que matara a Rick y lo promovieran como el líder de la comunidad, debido a que Spencer culpaba a Rick de por qué su familia había muerto, Negan consideró como un acto bajo por parte de Spencer. Rosita intenta disparar a Negan después de destripar a Spencer con un cuchillo, pero falla al hacer que su única bala daña el bate de béisbol de Negan "Lucille" en su lugar. Enfurecido, Negan exige saber cómo Rosita consiguió la bala debido a que los salvadores se los llevaron durante su visita anterior. Eugene sabe que Negan matará a más personas, después de presenciar a Arat (una salvadora) asesinando a Olivia, Eugene admite que él fue quien hizo la bala, por lo que Negan hace que su gente se lo lleve, ya que sería capaz de hacer más balas.
Eugene regresa en "Hostiles and Calamities" en donde se muestra que este es llevado al Santuario, después de impresionar a Negan con las afirmaciones de ser un científico y darle consejos para preservar a sus caminantes, Negan siente simpatía por Eugene debido a su intelecto y su capacidad para hacer cosas. Esto da como resultado que Eugene haya recibido autoridad en El Santuario y que, aparentemente, se somete a la voluntad de Negan (sin duda disfrutando de buena comida, las comodidades y el respeto que recibe). Interrumpiendo a Negan cuando pregunta "¿quién eres?", Al declarar "Soy Negan", Eugene se une a los Salvadores y aparentemente tiene la confianza de Negan. En "The Other Side", Sasha y Rosita intentan rescatar a Eugene cuando intentan matar a Negan, pero él se niega a irse. En "Something They Need", se muestra que Sasha fue atrapada y Eugene la visita. Intenta explicar por qué debería unirse a Negan, ya que de esta manera nunca tendrán que experimentar el mismo miedo que cuando murió Abraham. Sasha se niega y luego le pide a Eugene que le traiga un medio que ella planea usar contra Negan. Eugene, pensando que realmente quiere, desliza una pastilla venenosa en una bolsa debajo de la puerta de su celda. En el final de temporada "The First Day of the Rest of Your Life," Eugene le otorga la pastilla de cianuro a Sasha y ella la ingiere y poco después participa en el asalto a Alexandria, pero le proporciona a Sasha un reproductor de música para ayudarla a pasar el tiempo. Eugene se sorprende al descubrir que Sasha ha muerto y reanimada como un caminante. Más tarde miente sobre cómo Sasha murió a Negan.

#### Octava temporada
Eugene aparece como uno de los tenientes y consejero de Negan en el estreno de la temporada "Mercy", pero es esencialmente ignorado por Rick más allá de un breve reconocimiento cuando Rick intenta negociar con los tenientes, junto con el resto de los Salvadores, él está atrapado en el Santuario por la manada que la milicia las ha atraído. En "The Big Scary U", Eugene actúa como parte del consejo tratando de decidir cómo lidiar con el sitio. Eugene no está de acuerdo con los planes amorales de Simon para escapar, respaldado por Dwight. Como resultado, Eugene agradece a Dwight por su ayuda privada. Eugene más tarde se da cuenta de que Dwight es el traidor en el Santuario que ayuda al grupo de Rick. Después de que Gabriel sea llevado preso, Eugene intenta llevarle comida y descubre que Gabriel está gravemente enfermo. Gabriel pide la ayuda de Eugene para rescatar al doctor Harlan Carson del Santuario para que la doctora Carson pueda ayudar a Maggie en su embarazo. En "Time for After," Eugene se enfrenta a Dwight sobre su traición. Aunque Dwight lo admite, insiste en que todo lo que Eugene debe hacer es dejar que las cosas se desarrollen, ya que Rick solo desea que Negan muera y está tratando de obligar a todos los demás a rendirse. Se demuestra que Eugene tiene lealtades en conflicto, bebe mucho y contempla la solicitud de Gabriel, que está gravemente enfermo, para ayudar a rescatar al doctor Carson. Eugene finalmente crea un plan para atraer a los caminantes usando el reproductor de música que le dio a Sasha, pero es frustrado por Dwight. Poco después, Daryl y Tara chocan un camión de basura en el Santuario, inundándolo de caminantes. Eugene se niega a ayudar a Gabriel, afirmando que ahora está solo para él. Eugene presenta un plan para derrotar a la manada a Negan, pero no llega a exponer la traición de Dwight. En el final de mitad de temporada "How It's Gotta Be", se reveló que Eugene encontró con éxito una manera de limpiar el Santuario de los caminantes, permitiendo a los salvadores ir a tomar represalias contra Alexandría, la colonia Hilltop y el Reino. Eugene continúa luchando con su conciencia, lo que hace que Eugene beba mucho y no duerma. Finalmente, Eugene decide ayudar a Gabriel y al Doctor Carson a escapar a pesar de la probabilidad de que resulte en la muerte de Gabriel debido a su condición. Eugene desactiva discretamente a uno de los guardias de la puerta y deja un vehículo para que Gabriel y el doctor Carson utilicen y "accidentalmente" suelte las llaves antes de abandonar las dos. Aunque Gabriel solicita que Eugene regrese con ellos a donde será bienvenido, pero Eugene se niega.
En el estreno de mitad de temporada "Honor" en el futuro previsto de Carl, Eugene cuida los jardines en Alexandria y le ofrece a Judith una manzana verde. En "Dead or Alive Or" Eugene es interrogado por Negan, decepcionado de que los esfuerzos de Eugene no hayan aliviado completamente los problemas en cuestión y que sus dos cautivos hayan escapado sin ser detectados, sin darse cuenta de que Eugene era el responsable. Negan al enterarse de que Gabriel y Carson se dieron a la fuga, afirma que los dos sean capturados y devueltos al Santuario. Eugene, nervioso, pregunta por los eventos que ocurrieron en Alexandría, Negan cuestiona su pregunta y le pregunta si le importa a pesar de las acciones de Alexandría contra él desde su deserción, cuestionando la lealtad de Eugene y lo manda a su propio puesto de avanzada en una fábrica de balas para crear municiones para la guerra.

## Casting
El personaje de Eugene se anunció en un casting para el Episodio 10 en julio, bajo el nombre en clave "Wayne Kasey".  El nombre real del personaje y el actor que interpretaría el papel (McDermitt) se confirmaron durante el panel del programa en New York Comic Con 2013. The Hollywood Reporter y otros medios publicaron la confirmación después.

## Recepción de la crítica
Escribiendo para IGN, Dan Phillips elogió la introducción de Eugene en la edición #53.